# Sultangazi
Sultangazi és un districte d'Istanbul, Turquia, situat en la part europea de la ciutat. La població del districte inclou comunitats procedents de Bulgària i l'antiga Iugoslàvia, així com turcs de la mar Negra, alevis i kurds.

## Divisió administrativa

### Mahalleler
50. Yıl  ·  75. Yıl  ·  Cebeci  ·  Cumhuriyet  ·  Esentepe  ·  Eskihabipler  ·  Gazi  ·  Habipler  ·  İsmetpaşa  ·  Malkoçoğlu  ·  Sultançiftliği  ·  Uğur Mumcu  ·  Yayla  ·  Yunusemre  ·  Zübeydehanım

### Pobles
Cebeci